# Vragočanica
Vragočanica (Servisch: Врагочаница) is een plaats in de Servische gemeente Valjevo. De plaats telt 417 inwoners (2002).

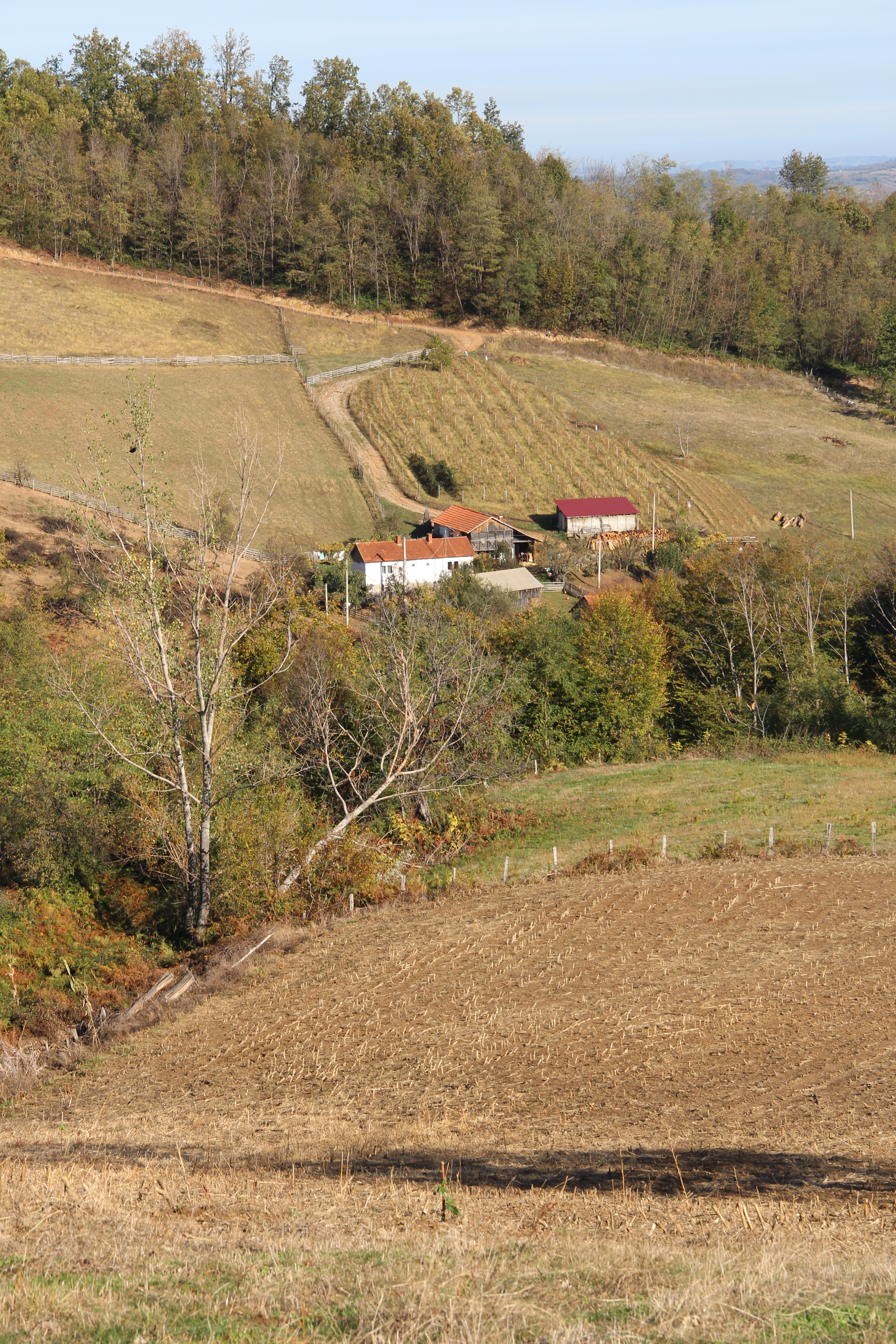
Vragočanica - panorama
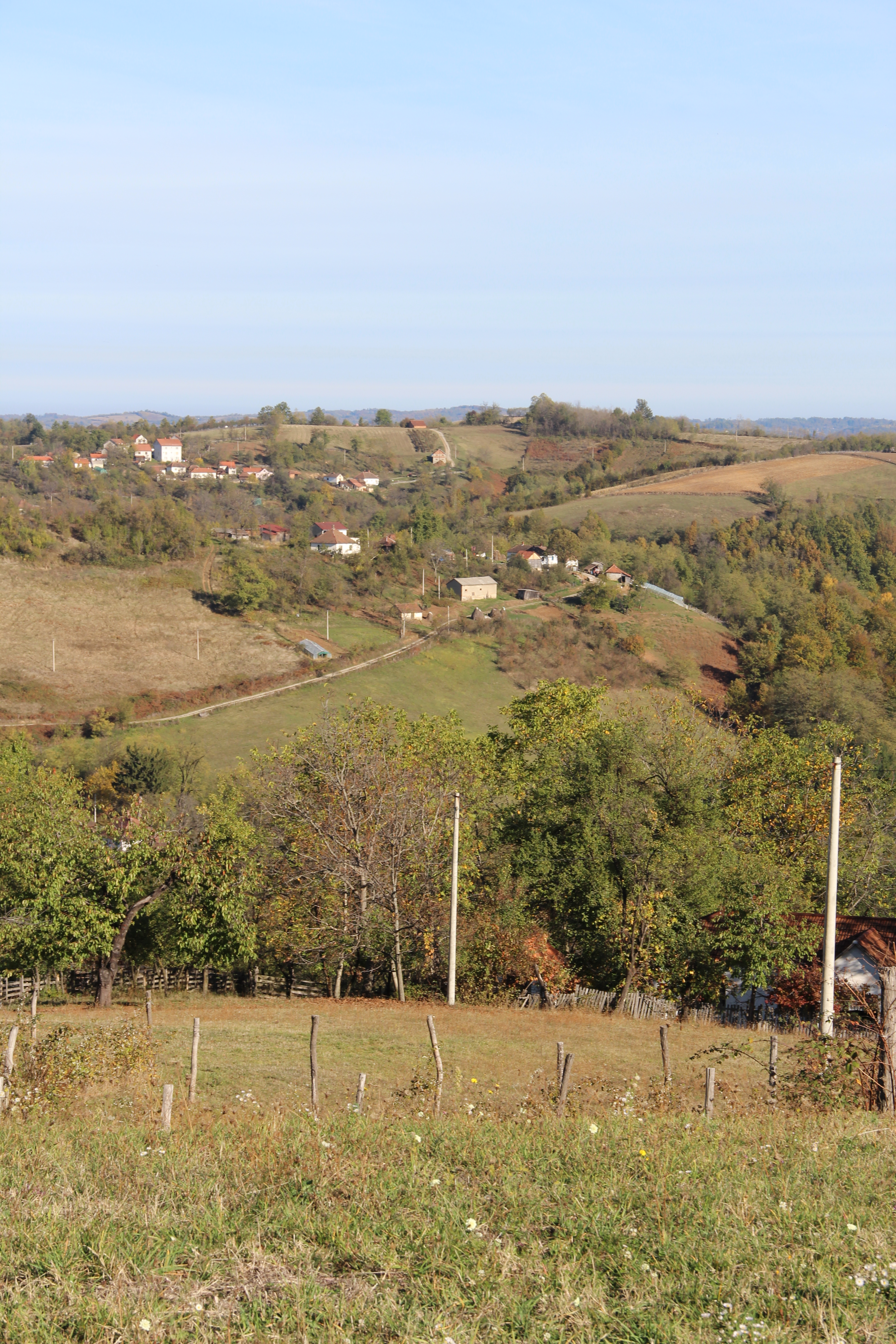
Vragočanica - panorama
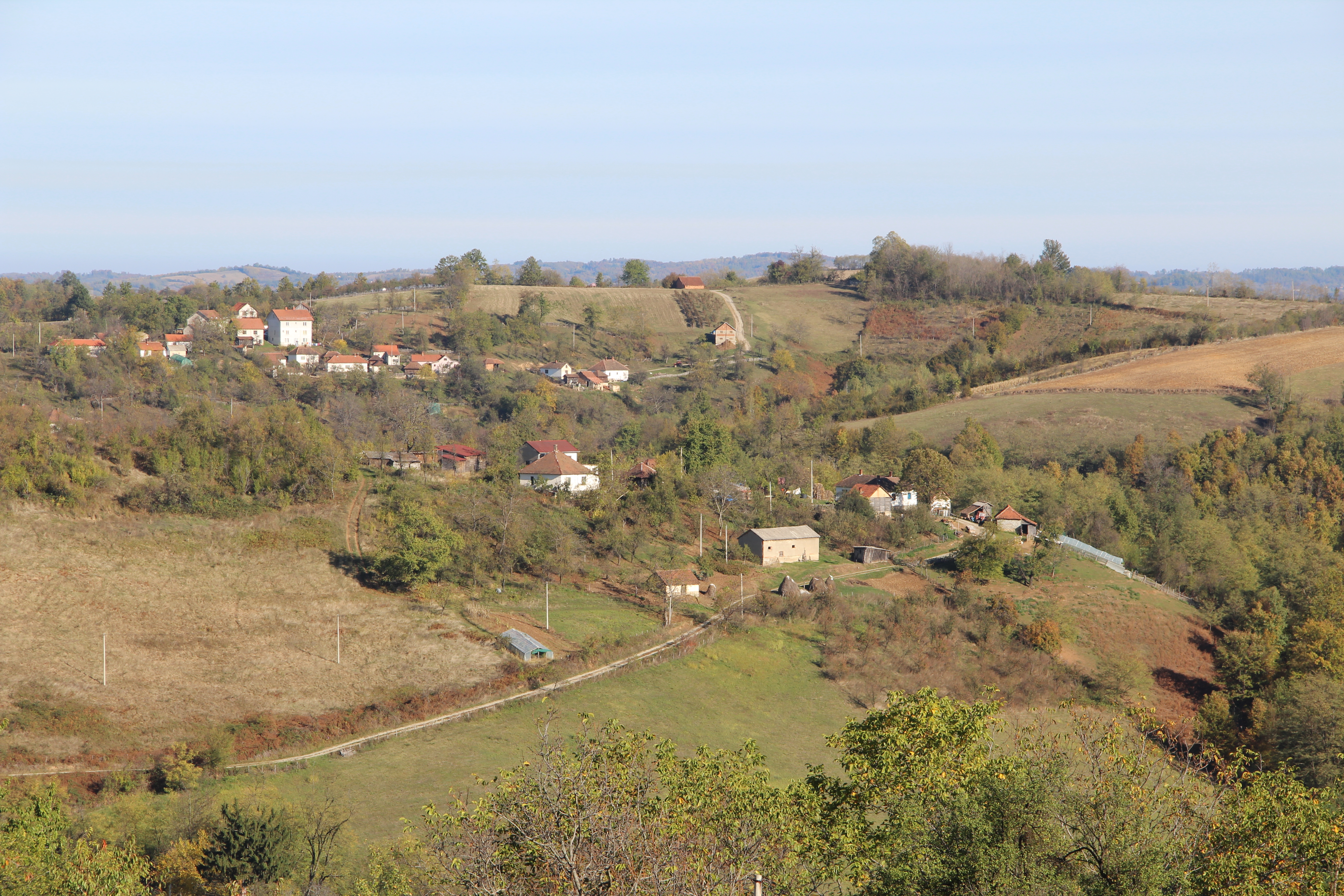
Vragočanica - panorama
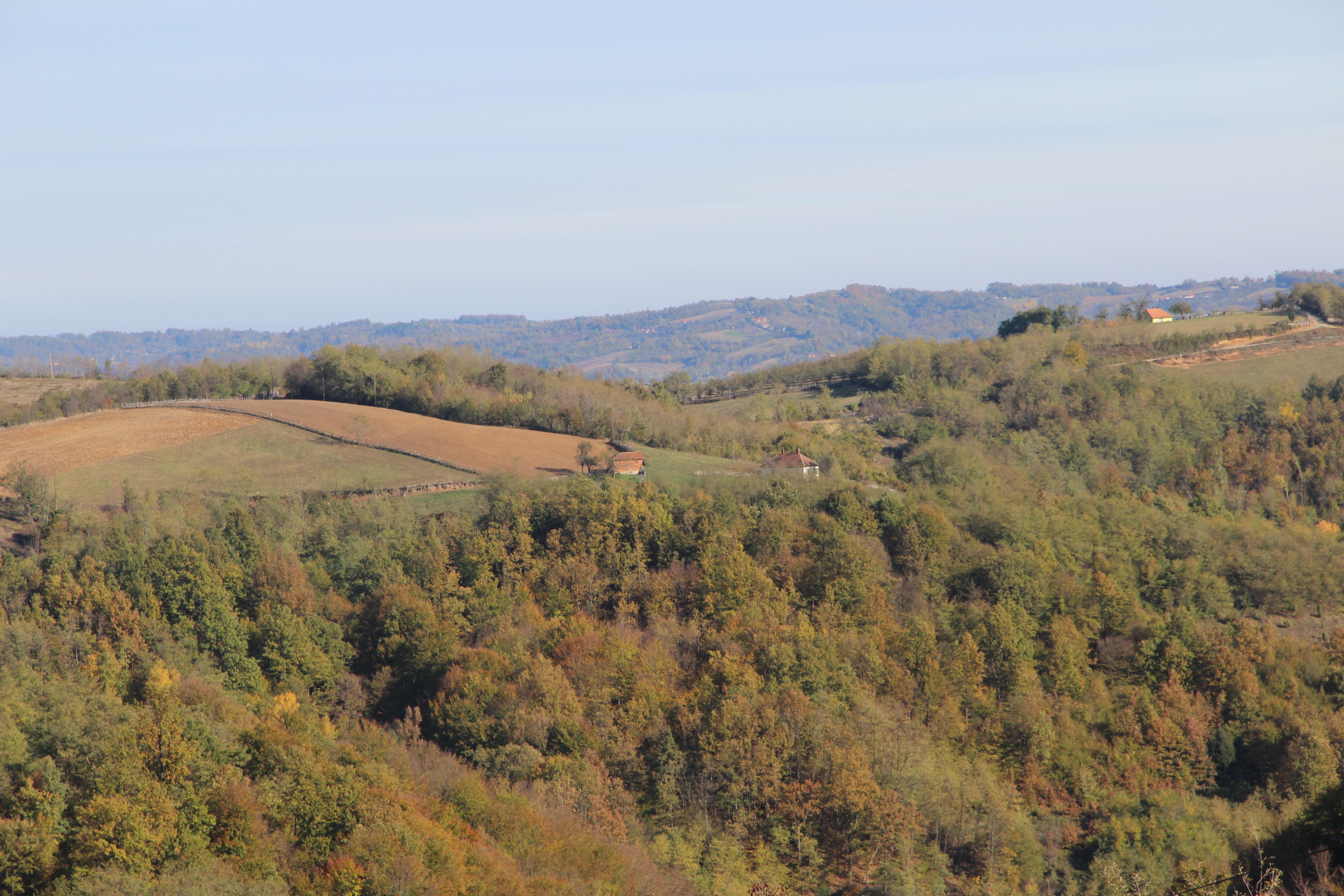
Vragočanica - panorama
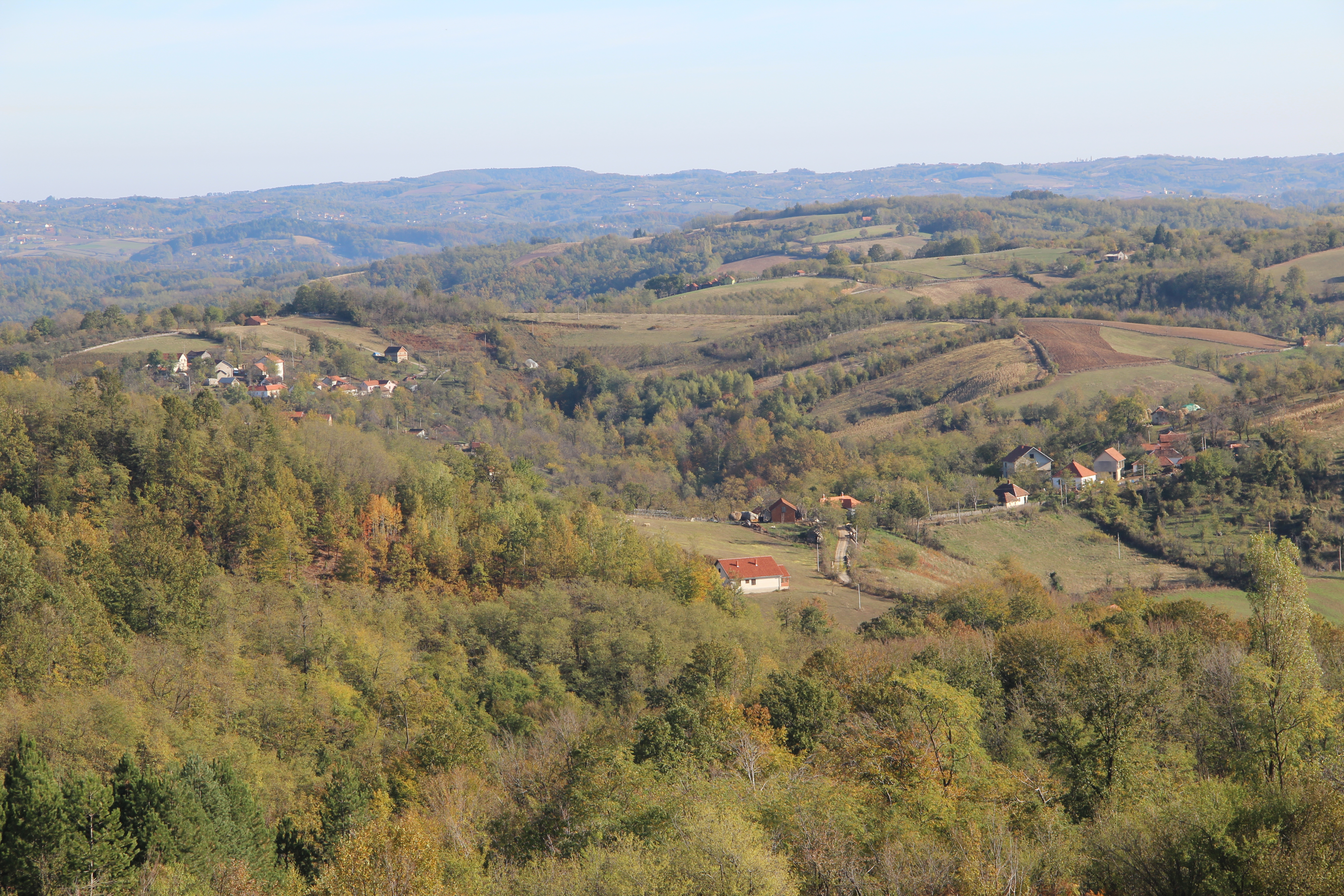
Vragočanica - panorama
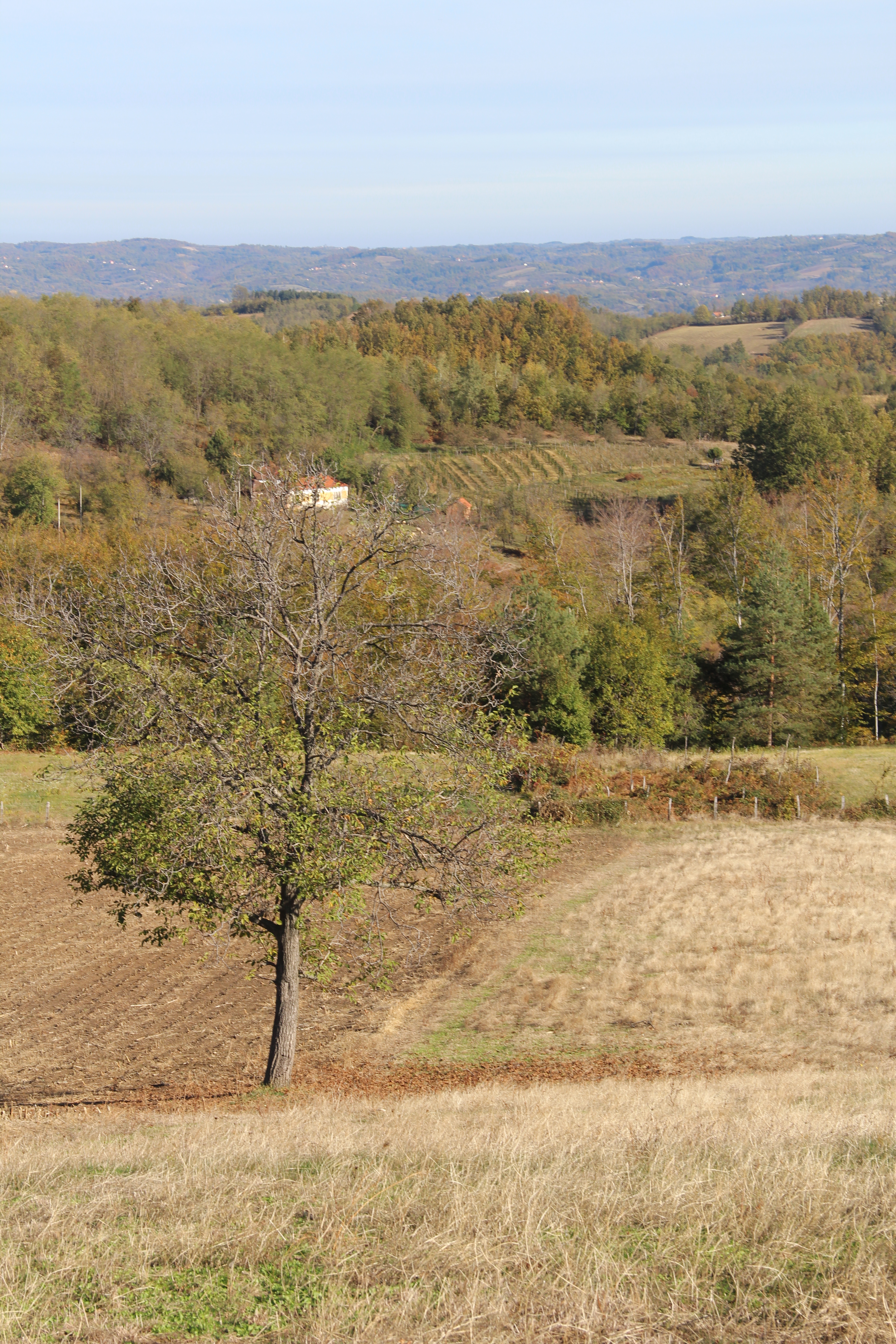
Vragočanica - panorama
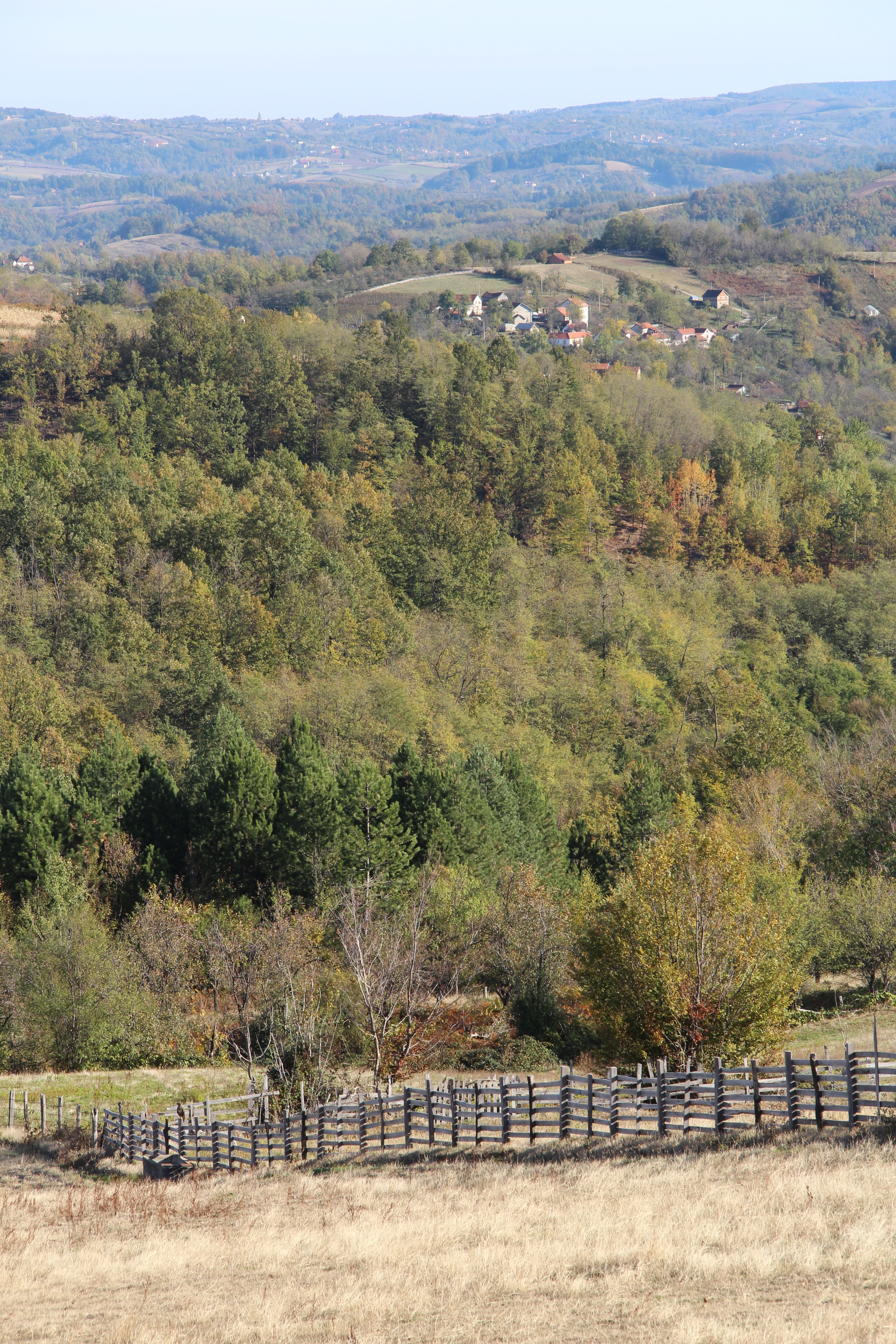
Vragočanica - panorama